# 小野寺紀帆
小野寺 紀帆（おのでら きほ、1995年2月16日 - ）は、青森テレビのアナウンサー、元エフエム徳島のアナウンサー。

## 人物
北海道札幌市出身。趣味は野球観戦、旅行。
北海道札幌月寒高等学校、北星学園大学文学部卒業。関西アナウンススクール札幌校出身。
高校時代は放送部に所属。第59回NHK杯全国高校放送コンテストアナウンス部門で入選。
学生時代は、STVラジオ『ウイークエンドバラエティ 日高晤郎ショー』の電話受けアルバイトをしていた。日高晤郎逝去後の特番には、徳島から札幌まで駆けつけている。
2017年、エフエム徳島に入社。同社番組『T-Joint』にて、月曜・火曜担当パーソナリティを務めていた。
2019年10月に青森テレビに移籍して、同局のアナウンサーとなった。

## 現在の担当番組
青森テレビ
- わっち!! - 月・火・水 キャスター[5]（2022年10月3日 - ）
- THE TIME,（2022年11月3日[6] - ）
- ATVニュース

## 過去の担当番組
エフエム徳島
- TEEN'S RADIO ラジ充っ![7]
- T-Joint（月曜・火曜担当パーソナリティ）[8]
- FM徳島ニュース（月曜11:55 - 担当）